# Гоняєв Костянтин Іванович
Гоняєв Костянтин Іванович (рос. Гоняев Константин Иванович; 6 квітня 1819, Сімферополь — серпень 1882, Томськ) — архітектор Сімферополя.

## Біографія
Народився 6 квітня 1819 року у Сімферополі, у родині «служилих» дворян.
Закінчив училище цивільних інженерів у 1838 році, після чого був направлений до Ялти у 1840 році, де прослужив до 1842 року. У 1843—1844 роках працював за розпорядженням губернатора в Таганрозі, де отримав звання старшого цивільного інженера, після чого знову повернувся до Криму в 1845 і став таврійським губернським архітектором.
Серед відомих робіт: будівля Дворянських депутатських зборів, нині — читальний зал бібліотеки імені Шевченка (1847 рік).
Перебуваючи на посаді, К. І. Гоняєв вирішив збудувати фонтан на Базарній площі в Сімферополі. Під створений ним проект було виділено кошти та зібрано всі необхідні підписи (чотирьох членів Таврійської будівельної та дорожньої комісії, а також таврійського губернатора генерал-лейтенанта В. І. Пестеля).
Фонтан будувався надто довго, до того ж почалася Кримська війна і роботи періодично зовсім зупинялися, але навіть коли об'єкт був готовий — «вода не пішла у фонтан» і, в результаті, Гоняєва в 1865 перевели на менш оплачувану посаду — цивільного інженера при Херсонській палаті державного майна.
Через два роки (у 1867 році) посаду скасували, і Костянтин Іванович був змушений перебратися до Томська, куди його було призначено городовим архітектором, а з 1868 — єпархіальним архітектором. У березні 1872 він перейшов на службу в Томську будівельну комісію, де пропрацював аж до своєї смерті в серпні 1882 року.

## Галерея

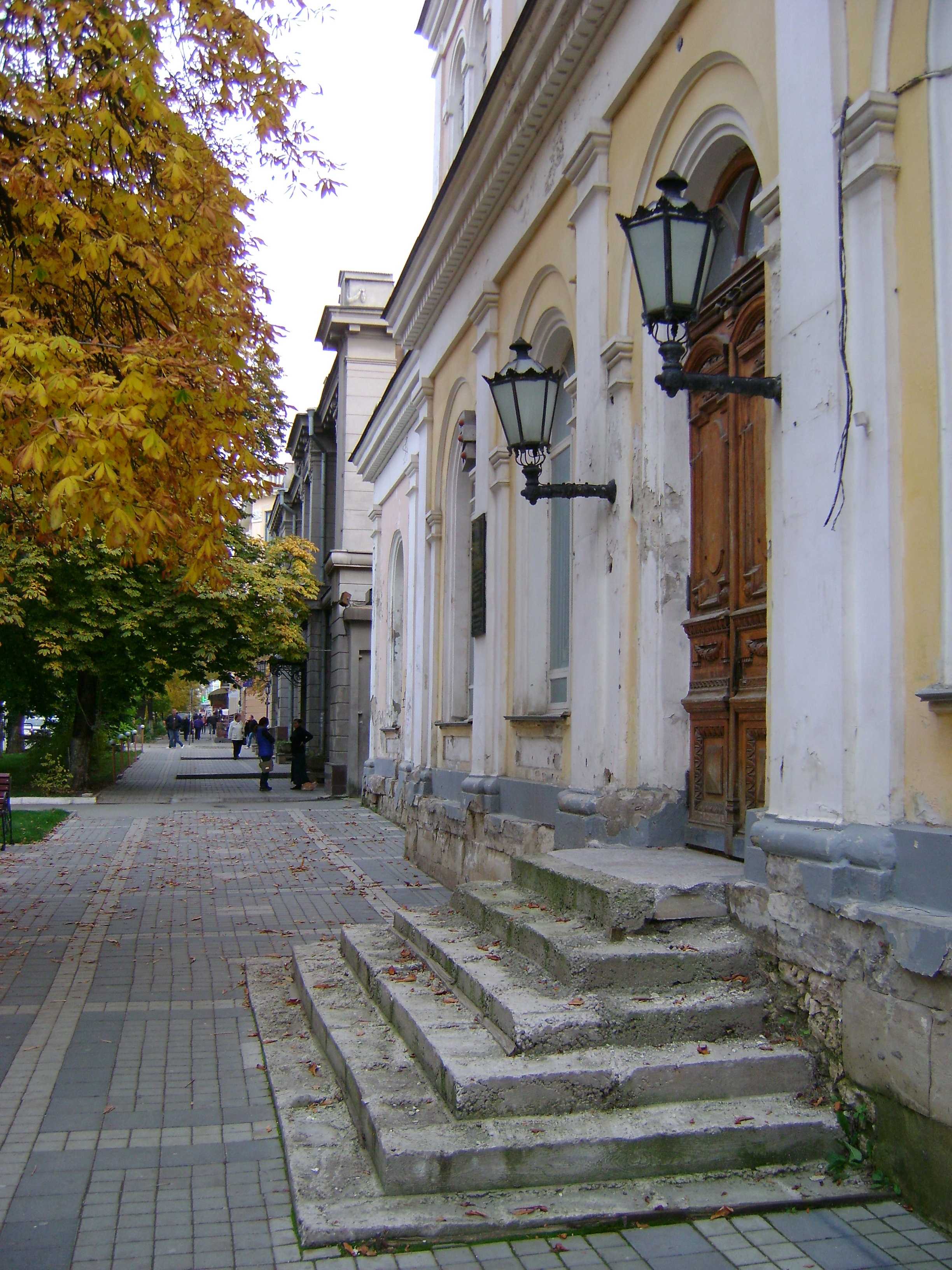
Будинок Дворянських зборів, Сімферополь, dул. Горького, 10.
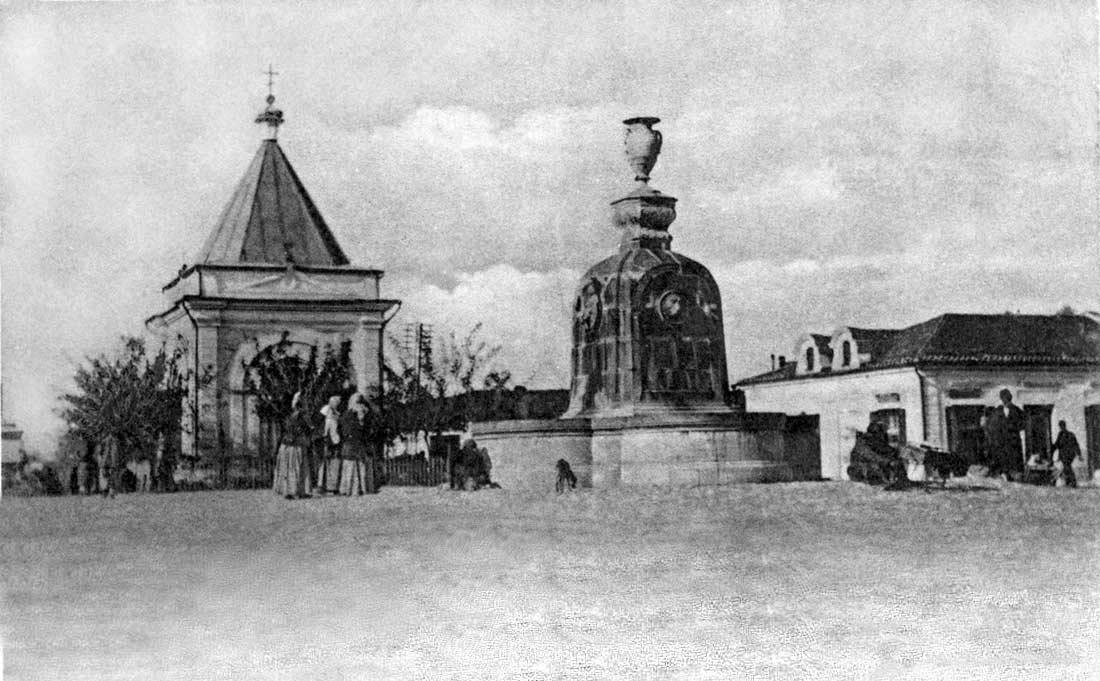
Фонтан з левами на Базарній площі, 1890 рік.